# Henri t'Kint de Roodenbeke
Henri Marie graaf T'Kint de Roodenbeke (Brussel, 14 april 1817 - aldaar, 6 november 1900), ook T'Kint de Roodenbeke de Naeyer,  was een Belgisch diplomaat en politicus achtereenvolgens voor de Liberale Partij en voor de Katholieke Partij.

## Levensloop
T'Kint behoorde tot een familie die lid was van de zeven Brusselse geslachten en tot een tak van de familie die zich vanaf de achttiende eeuw T'Kint de Roodenbeke noemde. Hij was een zoon van François T'Kint (1792-1878) en van Theresia Ellinckhuizen (1795-1850). Het gezin kreeg zes kinderen, onder wie drie zonen die voor nakomelingen zorgden. François t'Kint verkreeg in 1854 als eerste van de familie t'Kint onder het Belgisch koninkrijk erkenning van adel en opname in de Belgische adel.
Henri, oudste zoon van François, trouwde in 1841 met Zoé de Naeyer (1818-1894) en ze hadden een enige zoon Arnold T'Kint de Roodenbeke. Henri verkreeg in 1870 de titel van baron voor hem en al zijn nakomelingen en in 1900, enkele maanden voor zijn dood, de titel van graaf, overdraagbaar op de eerstgeboren zoon. Zoë De Naeyer behoorde tot de vermogende Gentse familie van die naam, met eigendommen in de streek van Aalter. Het echtpaar kocht in 1864 het kasteel van Ooidonk in Bachte-Maria-Leerne als verblijfplaats. Tot op heden zijn hun nakomelingen de eigenaars van het kasteel.
Handelaar, zoals zijn vader, werd hij ereconsul van Zweden en Noorwegen in 1839-1842. In 1856 trad hij toe tot het Belgisch diplomatiek corps, eerst als ambassaderaad binnen het Belgisch gezantschap in Rusland en vervolgens als buitengewoon gezant bij de hoven van Saksen-Meiningen en Anhalt. Hij was politiek actief voor en na die diplomatieke missies.
Van 1847 tot 1857 was hij liberaal volksvertegenwoordiger voor het arrondissement Gent. Van 1847 tot 1852 was hij secretaris van de Kamer. Vanaf 1856 behoorde t'Kint de Roodenbeke tot de katholieke zijde van het parlement.
In 1862 werd hij katholiek senator voor het arrondissement Eeklo en vervulde dit mandaat tot mei 1900, kort voor zijn dood. Hij werd opgevolgd door zijn zoon Arnold. In de senaat was hij achtereenvolgens:
- secretaris van 1870 tot 1880,
- ondervoorzitter van 1881 tot 1884,
- voorzitter van 1891 tot 1900.

Na het beëindigen van zijn voorzitterschap van de Senaat, werd hij benoemd tot Minister van Staat.
T'Kint de Roodenbeke was ook:
- luitenant-kolonel van de Burgerwacht in Gent;
- lid, ondervoorzitter en voorzitter (1874-1900) van de Permanente Commissie van de verenigingen van onderlinge bijstand (als politicus hield hij zich bezig met de ontwikkeling en de bevordering van de onderlinge dienstverlening, het principe waarop de mutualiteiten gebaseerd zijn);
- stichter en bestuurder van de verzekeringsmaatschappij La Royale Belge;
- lid van het directiecomité voor de Wereldtentoonstellingen in Parijs (1867), Londen (1871 en 72) en Wenen (1873);
- voorzitter van de Exposition générale des Beaux-Arts in Brussel (1875-1876);
- ondervoorzitter van de feesten voor de vijftigste verjaardag van de Belgische Onafhankelijkheid (1880);
- ondervoorzitter en voorzitter van het gasthuis Ursulinen in Brussel;
- lid van de commissie voor het diplomatiek examen.

## Onderscheidingen
- Grootkruis Leopoldsorde
- Burgerlijk Kruis 1ste Klasse
- Grootkruis Orde van St.-Gregorius de Grote
- Hertogelijke Huisorde Saksen
- Orde van de IJzeren Kroon, Oostenrijk
- Orde van Albert de Dappere Anhalt
- Grootofficier Dannebrog-orde, Denemarken
- Commandeur met Briljanten Orde van St.-Anna, Rusland
- Ridder Orde van Wasa Zweden
- Orde van St.-Maurice en St.-Lazarus, Italië.

## Publicatie
- Réflexions sur la question des Flandres, 1847